# Labid Abawi
Labid Abawi (ur. w 1944 roku w Mosulu) – iracki polityk, wiceminister spraw zagranicznych  posiada dyplom inżyniera mechanika z Wielkiej Brytanii. Był działaczem politycznym i wieloletnim przeciwnikiem reżimu Saddama Husajna. Był członkiem komisji stosunków zagranicznych Partii Komunistycznej Iraku. W latach 1993–2000 stał na czele komitetu. Brał udział w zagranicznych działaniach Wspólnego Komitetu Pracy, Koalicja irackich ugrupowań opozycyjnych, był wybitnym członkiem opozycji aż do upadku reżimu Saddama Husajna. Brał udział w działaniach Zagranicznych Wspólnego Komitetu Pracy, Koalicji irackich ugrupowań opozycyjnych. Jest członkiem założycielem Organizacji Rozwoju i Współpracy Kulturalnej Al-Mada.